# 디크르

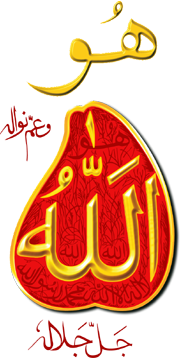
기억하는 사람의 마음을 묘사한 이미지. 신(알라)을 뜻하는 아랍어 단어가 심장에 쓰여있다.

디크르(아랍어 ذِكْر,  /ðɪkr/; lit. 'remembrance, reminder, mention') ;  .직역: 기억, 상기,  언급   )은 신을 기억하기 위해 구절이나 기도를 반복해서 낭송하는 이슬람 예배 의 한 형태이다. 수피즘에서 주요한 역할을 하며,  보통 각 수피 교단마다 특정한 자세, 호흡, 움직임을 동반한 디크르를 행한다. 수피즘에서 디크르는 낭송과 낭송 의식에 사용되는 기도 모두를 지칭한다. 디크르 에는 일반적으로 신의 이름들, 꾸란이나 하디스 에서 나온 기도 구절이 포함된다. 손가락이나 묵주 로 횟수를 세기도 하며, 단독으로 또는 집단으로 수행할 수 있다. 디크르를 낭송하는 사람을 다키르(dhākir ذَاكِر; 직역: '기억하는 자')라고 한다.
꾸란은 꾸란 자체와 다른 경전, 예언의 메시지를 "상기시켜 주는 것"( 디크라, 타드키라 )이라고 자주 언급하는데, 이는 인간이 이미 가지고 있는 신에 대한 타고난 지식을 "기억하라"( 디크르 )는 부름으로 이해된다. 꾸란에서 디크르라 함은, 신이 선지자와 사자를 통해 상기시키는 것과 이에 대한 인간의 응답 모두를 가리킨다. 이는 신성과 인간이 서로 상호작용하고 있음을 의미한다. 무슬림들은 선지자들이 신의 메시지를 인간에게 일깨워 주는 역할을 하며, 인간은 그 메시지를 기억하고 인지해야 한다고 믿는다.

## 중요성
꾸란에는 하나님의 뜻을 기억하는 것의 중요성을 강조하는 구절이 많이 있다. "주의 뜻대로" "주께서 가장 잘 아신다"와 "당신께서 뜻하신다면." 이것이 디크르의 기초이다. 쿠란 제 18장 24절에서는 "신의 뜻대로"라고 말하기를 잊었다면 "나의 주님께서 나를 이보다 더 바른 길로 인도해 주실 것임을 믿는다."라고 말함으로써 신을 기억해야 한다고 말한다. " 다른 구절로는 쿠란 제 33장 41절에 "오 너희 믿음을 가진 자들아! 자주 낭송하여 알라를 항상 기억하라", 쿠란 제13장 28절에, "신앙이 있는 자들, 알라를 기억함으로써 마음이 안정되는 자들. 그들은 알라를 낭송하며 마음의 평온을 찾을 것이다." 가 있다.
수피 디크르는 대개 알라의 이름들을 반복해서 부르는 양식이다. 이 관행은 수피 영적 수행의 핵심이며 신과 더 깊은 연결을 육성하는 것을 목적으로 한다. 알라의 이름, 혹은아스마울 후스나는, " 아르-라흐만 "(가장 자비로운)과 "알-카림"(관대한)과 같이 신의 다양한 속성을 나타낸다. 이러한 이름을 불러냄으로써 수행자들은 그 이름이 나타내는 자질을 내면화하고, 영적인 순수함을 기르며, 신께 더 가까이 다가가는 것을 목표로 한다. 지크르의 반복적인 특성은 마음을 가라앉히고, 마음을 집중시키고, 내면의 평화와 현존감을 만드는 데 도움이 된다. 수피파에게 디크르는 영적 깨달음을 얻고 자아의 소멸( 파나 )을 달성하여 신 안에서 영속성을 추구하는 방법으로 여겨진다. 모든 무슬림 종파 불문 디크르와 명상의 한 방편으로 개인 묵주를 권한다. 이 묵상의 목표는 평화를 느끼고 세속적 가치( 세계 )로부터 분리되어 이만 (신앙)을 강화하는 것이다. 디크르의 주된 목적은 마음을 영적인 의미로 채우는 것이지, 빈 마음과 멍한 정신으로 그저 기도문을 외우는 것이 아니다. 의식을 가지고 행한다면, 마음은 혀의 움직임을 받아들이고 하나님의 현존을 알게 된다.

## 일반적인 유형
| 아랍어 꾸란 표기                                                        | 구절 |
| ----------------------------------------------------------------------- | --- |
| بِسْمِ ٱللَّٰهِ ٱلرَّحْمَٰنِ ٱلرَّحِيمِ                                                  | 주의 이름으로, 널리 자비로우신 주, 지극히 자비로운 주의 이름으로.                                                                                 |
| أَعُوذُ بِٱللَّٰهِ مِنَ ٱلشَّيْطَانِ ٱلرَّجِيمِ                                            | 나 주님께 피난처를 청한다. 추방된 사탄으로부터.                                                                                                   |
| أَعُوذُ بِٱللَّٰهِ ٱلسَّمِيعِ ٱلْعَلِيمِ مِنَ ٱلشَّيْطَانِ ٱلرَّجِيمِ                              | 나 주님께 피난처를 청한다. 모든 것을 들으시고, 모든 것을 아시는 주님께. 추방된 사탄으로부터.                                                      |
| سُبْحَانَ ٱللَّٰهِ                                                              | 영광되신 주님. |
| ٱلْحَمْدُ لِلَّٰهِ                                                               | 주님을 찬미한다. |
| لَا إِلَٰهَ إِلَّا ٱللَّٰهُ                                                         | 주님 외에는 신이 없도다. |
| ٱللَّٰهُ أَكْبَرُ                                                               | 주님은 가장 위대하시다. |
| أَسْتَغْفِرُ ٱللَّٰهَ                                                             | 나 주님께 용서를 구한다. |
| أَسْتَغْفِرُ ٱللَّٰهَ رَبِّي وَأَتُوبُ إِلَيْهِ                                              | 나 주님께 용서를 구한다. 주여, 참회한다. |
| سُبْحَانَكَ ٱللَّٰهُمَّ                                                            | 영광되시도다, 오 주여. |
| سُبْحَانَ ٱللَّٰهِ وَبِحَمْدِهِ                                                       | 영광되신 주님. 전능하신 주님께 찬미바친다. |
| سُبْحَانَ رَبِّيَ ٱلْعَظِيمِ وَبِحَمْدِهِ                                                 | 영광되신 주님. 전능하신 주님께 찬미바친다. |
| سُبْحَانَ رَبِّيَ ٱلْأَعْلَىٰ وَبِحَمْدِهِ                                                 | 영광되신 주님. 가장 높으신 주님. 주님께 찬미 바친다.                                                                                              |
| لَا حَوْلَ وَلَا قُوَّةَ إِلَّا بِٱللَّٰهِ ٱلْعَلِيِّ ٱلْعَظِيمِ                                   | 지극히 높은 주, 전능하신 주, 주님 없이는 힘도 권능도 없도다.                                                                                      |
| لَا إِلَٰهَ إِلَّا أَنْتَ سُبْحَانَكَ إِنِّي كُنْتُ مِنَ ٱلظَّالِمِينَ                               | 주님 외에 신은 없도다. 영광되신 주님. 나 죄악된 길에 있었으니.                                                                                    |
| حَسْبُنَا ٱللَّٰهُ وَنِعْمَ ٱلْوَكِيلُ                                                  | 우리는 주님 만으로 충만하도다. 그는 참된 증인이시니.                                                                                              |
| إِنَّا لِلَّٰهِ وَإِنَّا إِلَيْهِ رَاجِعُونَ                                                | 진실로 우리는 주께 속하니, 진실로 주님께 돌아가리라.                                                                                              |
| مَا شَاءَ ٱللَّٰهُ كَانَ وَمَا لَمْ يَشَأْ لَمْ يَكُنْ                                       | 주께서 뜻하시면 이루어질 것이며, 주께서 뜻하지 않으신다면 이루어지지 않을 것이다.                                                                 |
| إِنْ شَاءَ ٱللَّٰهُ                                                             | 주께서 뜻하신다면. |
| مَا شَاءَ ٱللَّٰهُ                                                             | 주께서 뜻하시는 것을. |
| بِإِذْنِ ٱللَّٰهِ                                                               | 주께서 허락하시는. |
| جَزَاكَ ٱللَّٰهُ خَيْرًا                                                          | 주께서 선한 복을 베푸신다. |
| بَارَكَ ٱللَّٰهُ فِيكَ                                                           | 주께서 축복하시길. |
| فِي سَبِيلِ ٱللَّٰهِ                                                            | 주님의 길에서. |
| لَا إِلَٰهَ إِلَّا ٱللَّٰهُ مُحَمَّدٌ رَسُولُ ٱللَّٰهِ                                          | 주님 외의 신은 없도다. 무함마드는 주의 사자(使者)도다.                                                                                            |
| لَا إِلَٰهَ إِلَّا ٱللَّٰهُ مُحَمَّدٌ رَسُولُ ٱللَّٰهِ عَلِيٌّ وَلِيُّ ٱللَّٰهِ                             | 주님 외의 신은 없도다. 무함마드는 주의 사자(使者)도다. 알리는 신의 대리자도다.(주로 시아파 무슬림이 사용하는 구절)                                |
| أَشْهَدُ أَنْ لَا إِلَٰهَ إِلَّا ٱللَّٰهُ وَأَشْهَدُ أَنَّ مُحَمَّدًا رَسُولُ ٱللَّٰهِ                        | 나는 주님 외의 신은 없으며, 무함마드는 주님의 사자(使者)임을 증언한다.                                                                            |
| أَشْهَدُ أَنْ لَا إِلَٰهَ إِلَّا ٱللَّٰهُ وَأَشْهَدُ أَنَّ مُحَمَّدًا رَسُولُ ٱللَّٰهِ وَأَشْهَدُ أَنَّ عَلِيًّا وَلِيُّ ٱللَّٰهِ | 나는 주님 외의 신은 없으며, 무함마드는 주님의 사자(使者)임을 증언한다. 나는 알리가 신의 대리자임을 증언한다. (주로 시아파 무슬림이 사용하는 구절) |
| ٱللَّٰهُمَّ صَلِّ عَلَىٰ مُحَمَّدٍ وَآلِ مُحَمَّدٍ                                              | 오 주여, 무함마드와 무함마드의 자손들을 축복하소서.                                                                                               |
| ٱللَّٰهُمَّ صَلِّ عَلَىٰ مُحَمَّدٍ وَآلِ مُحَمَّدٍ وَعَجِّلْ فَرَجَهُمْ وَٱلْعَنْ أَعْدَاءَهُمْ                     | 오 주여, 무함마드와 무함마드의 자손들을 축복하소서. 그들을 속히 드높이시고 적들을 벌하소서. (주로 시아파 무슬림이 사용하는 구절)                  |
| ٱللَّٰهُمَّ عَجِّلْ لِوَلِيِّكَ ٱلْفَرَجَ وَٱلْعَافِيَةَ وَٱلنَّصْرَ                                   | 오 주여, 당신의 대리자들을 속히 드높이시고 활력과 승리를 주소서. (주로 시아파 무슬림이 사용하는 구절)                                             |

## 구절과 표현들
디크르에는 신을 부르는 양식적인 구절과 표현들이 존재한다.
| 명칭                                                        | 구절 | 꾸란/순나 내의 인용 |
| ----------------------------------------------------------- | --- | ------------------- |
| 타크 비르 تَكْبِير                                             | |                     |
| allāhu ʾakbaru                                              | 9:72, 29:45, 40:10 |                     |
| ٱللَّٰهُ أَكْبَرُ                                                   | 9:72, 29:45, 40:10 |                     |
| 주께서는 가장 위대하시다                                    | 9:72, 29:45, 40:10 |                     |
| 타스비히 تَسْبِيح                                              | |                     |
| subḥāna llāh                                                | 23:91, 28:68, 37:159, 52:43, 59:23 |                     |
| سُبْحَانَ ٱللَّٰهِ                                                  | 23:91, 28:68, 37:159, 52:43, 59:23 |                     |
| 주님께 영광 있으라                                          | 23:91, 28:68, 37:159, 52:43, 59:23 |                     |
| 타흐미드 تَحْمِيد                                              | |                     |
| al-ḥamdu li-llāh                                            | 1:2, 6:1, 6:45, 7:43, 10:10, 14:39, 16:75, 17:111, 18:1, 23:28, 27:15, 27:59, 27:93, 29:63, 31:25, 34:1, 35:1, 35:34, 37:182, 39:29, 39:74, 39:75, 40:65 |                     |
| ٱلْحَمْدُ لِلَّٰهِ                                                   | 1:2, 6:1, 6:45, 7:43, 10:10, 14:39, 16:75, 17:111, 18:1, 23:28, 27:15, 27:59, 27:93, 29:63, 31:25, 34:1, 35:1, 35:34, 37:182, 39:29, 39:74, 39:75, 40:65 |                     |
| 신께 영광 있으라                                            | 1:2, 6:1, 6:45, 7:43, 10:10, 14:39, 16:75, 17:111, 18:1, 23:28, 27:15, 27:59, 27:93, 29:63, 31:25, 34:1, 35:1, 35:34, 37:182, 39:29, 39:74, 39:75, 40:65 |                     |
| 타힐 تَهْلِيل                                                  | |                     |
| lā ʾilāha ʾillā llāhu                                       | 37:38, 47:19 |                     |
| لَا إِلَٰهَ إِلَّا ٱللَّٰهُ                                             | 37:38, 47:19 |                     |
| 오직 주님께서 유일한 신이시다.                              | 37:38, 47:19 |                     |
| 샤하다타인 شَهَادَتَيْن                                          | |                     |
| muḥammadun rasūlu llāh                                      | 48:29 |                     |
| مُحَمَّدٌ رَسُولُ ٱللَّٰهِ                                              | 48:29 |                     |
| 무함마드는 신의 예언자이시니                                | 48:29 |                     |
| 타스미야 تَسْمِيَّة                                              | |                     |
| bi-smi llāhi r-raḥmāni r-raḥīmi                             | 1:1 |                     |
| بِسْمِ ٱللَّٰهِ ٱلرَّحْمَٰنِ ٱلرَّحِيمِ                                      | 1:1 |                     |
| 주님의 이름으로, 가장 자비롭고 은혜로우신 주님.             | 1:1 |                     |
| 인샬라 إِنْ شَاءَ ٱللَّٰهُ                                          | |                     |
| ʾin shāʾa llāhu                                             | 2:70, 12:99, 18:69, 28:27, 48:27 |                     |
| إِنْ شَاءَ ٱللَّٰهُ                                                 | 2:70, 12:99, 18:69, 28:27, 48:27 |                     |
| 주의 뜻대로                                                 | 2:70, 12:99, 18:69, 28:27, 48:27 |                     |
| 마샬라 مَا شَاءَ ٱللَّٰهُ                                          | |                     |
| mā shāʾa llāhu                                              | 6:128, 7:188, 10:49, 18:39, 87:7 |                     |
| مَا شَاءَ ٱللَّٰهُ                                                 | 6:128, 7:188, 10:49, 18:39, 87:7 |                     |
| 주께서 뜻하시는 대로                                        | 6:128, 7:188, 10:49, 18:39, 87:7 |                     |
| 알라히 앗 살람 عَلَيْهِ ٱلسَّلَامُ                                  | |                     |
| salāmu -llāhi ʿalayh                                        | |                     |
| سَلَامُ ٱللَّٰهِ عَلَيْهِ                                              | |                     |
| 주께서 복을 베푸사                                          | |                     |
| 살라왓 صَلَوَات                                                | |                     |
| ṣallā llāhu ʿalayhi wa-ʾālihī wa-sallama                    | |                     |
| صَلَّىٰ ٱللَّٰهُ عَلَيْهِ وَآلِهِ وَسَلَّمَ                                     | |                     |
| 주께서 복을 내리시고 자비를 주소서                          | |                     |
| 라히마훌라 رَحِمَهُ ٱللَّٰهُ                                        | |                     |
| raḥimahu llāhu / raḥimaka llāhu                             | |                     |
| رَحِمَهُ ٱللَّٰهُ / رَحِمَكَ ٱللَّٰهُ                                       | |                     |
| 주님께서 자비를 베푸시길/ 주님께서 당신에게 자비를 베푸시길 | |                     |
| 이스디흐파르 ٱسْتِغْفَار                                        | |                     |
| ʾastaġfiru llāh                                             | 12:98, 19:47 |                     |
| أَسْتَغْفِرُ ٱللَّٰهَ                                                 | 12:98, 19:47 |                     |
| 주님의 용서를 구한다.                                       | 12:98, 19:47 |                     |
| 하우콸라 حَوْقَلَة                                              | |                     |
| ʾlā ḥawla wa-lā quwwata ʾillā bi-llāh                       | Riyad as-Salihin 16:36 |                     |
| لَا حَوْلَ وَلَا قُوَّةَ إِلَّا بِٱللَّٰهِ                                    | Riyad as-Salihin 16:36 |                     |
| 주님 없이는 힘도 권세도 없도다.                             | Riyad as-Salihin 16:36 |                     |
| 이스티르야 ٱسْتِرْجَاع                                          | |                     |
| ʾinnā li-llāhi wa-ʾinnā ʾilayhi rājiʿūna                    | 2:156, 2:46, 2:156 |                     |
| إِنَّا لِلَّٰهِ وَإِنَّا إِلَيْهِ رَاجِعُونَ                                    | 2:156, 2:46, 2:156 |                     |
| 참으로 우리는 신께 속하고, 주께로 돌아가리라.               | 2:156, 2:46, 2:156 |                     |
| جَزَاكَ ٱللَّٰهُ                                                   | |                     |
| jazāka llāhu ḫayran                                         | Riyad as-Salihin 17:32, Tirmidhi 27:141, Bukhari 7:3 |                     |
| جَزَاكَ ٱللَّٰهُ خَيْرًا                                              | Riyad as-Salihin 17:32, Tirmidhi 27:141, Bukhari 7:3 |                     |
| 주께서 많은 상을 내리시길                                   | Riyad as-Salihin 17:32, Tirmidhi 27:141, Bukhari 7:3 |                     |
| تَعَوُّذ                                                        | |                     |
| ʾaʿūḏu bi-llāhi mina š-šayṭāni r-rajīmi                     | Riyad as-Salihin 1:46 |                     |
| أَعُوذُ بِٱللَّٰهِ مِنَ ٱلشَّيْطَانِ ٱلرَّجِيمِ                                | Riyad as-Salihin 1:46 |                     |
| 나 추방된 사탄에게서 주님에게로 피난처를 구한다.            | Riyad as-Salihin 1:46 |                     |
| فِي سَبِيلِ ٱللَّٰهِ                                                | |                     |
| fī sabīli llāhi                                             | 2:154, 2:190, 2:195, 2:218, 2:244, 2:246, etc. |                     |
| فِي سَبِيلِ ٱللَّٰهِ                                                | 2:154, 2:190, 2:195, 2:218, 2:244, 2:246, etc. |                     |
| 주님의 길에서                                               | 2:154, 2:190, 2:195, 2:218, 2:244, 2:246, etc. |                     |
| يَرْحَمُكَ اللَّهُ                                                  | |                     |
| yarḥamuka llāhu                                             | Bukhari 78:248, Riyad as-Salihin 6:35 |                     |
| يَرْحَمُكَ ٱللَّٰهُ                                                  | Bukhari 78:248, Riyad as-Salihin 6:35 |                     |
| 주께서 자비하시길                                           | Bukhari 78:248, Riyad as-Salihin 6:35 |                     |
| 알라와 함께 자주 인용되는 수식어                            | |                     |
|                                                             | |                     |
| subḥānahu wa-taʿālā                                         | 6:100, 10:18, 16:1, 17:43, 30:40, 39:67 |                     |
| سُبْحَانَهُ وَتَعَالَىٰ                                               | 6:100, 10:18, 16:1, 17:43, 30:40, 39:67 |                     |
| 찬미와 칭송되신                                             | 6:100, 10:18, 16:1, 17:43, 30:40, 39:67 |                     |
|                                                             | |                     |
| tabāraka wa-taʿālā                                          | |                     |
| تَبَارَكَ وَتَعَالَىٰ                                                | |                     |
| 축복과 칭송되신                                             | |                     |
|                                                             | |                     |
| jalla jalālahu                                              | |                     |
| جَلَّ جَلَالَهُ                                                    | |                     |
| 그의 영광에 찬양있으라                                      | |                     |
|                                                             | |                     |
| ʿazza wa-jalla                                              | |                     |
| عَزَّ وَجَلَّ                                                      | |                     |
| 드높고 장엄한                                               | |                     |

## 꾸란 낭송
진심을 담아 꾸란을 낭송하는 것도 일종의 디크르로 여겨진다. 예를 들어 :
- 수라 알-이클라스 (112)를 낭송하는 것은 꾸란의 3분의 1을 낭송하는 것에 해당한다.[16]
- 수라 알-이클라스(112)를 10번 낭송하면 천국에 궁전을 하나 얻고, 20번 낭송하면 천국에 궁전 두 개를 얻는다.[17]
- 수라 알-카피룬 (109)을 낭송하는 것은 꾸란의 1/4을 읽는 것에 해당한다.[18]
- 수라 안-나스르 (110)를 낭송하는 것은 꾸란의 1/4을 읽는 것에 해당한다.[19][20]
- 수라 알-잘잘라 (99)를 낭송하는 것은 꾸란의 절반을 읽는 것과 같다.[20][19]

## 묵주

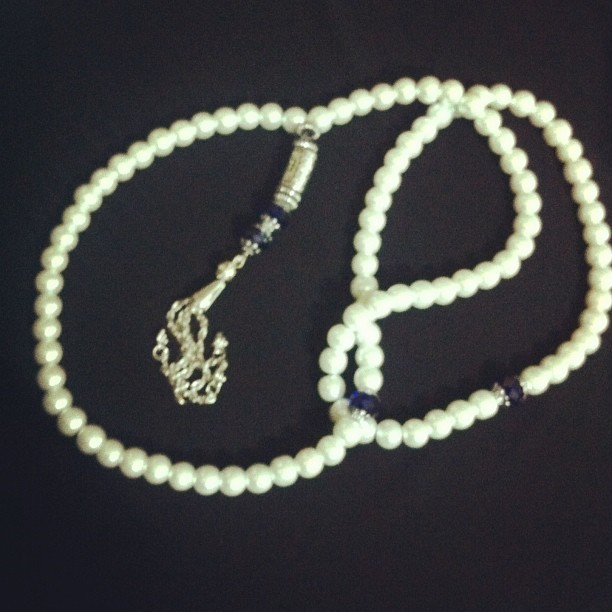
무슬림들이 지크르 기도의 횟수를 세는 타스비흐 의 한 예.

다른 많은 종교와 마찬가지로, 이슬람에서도 신을 기억하는 낭송에 묵주 사용을 권한다. 기도 횟수를 세면서 계속 기억하고 있는 것은 어려워질 수 있기 때문에, 묵주를 쥐고 있으면 기도의 내용에 온전히 집중할 수 있게 된다. 또한 지크르는 정해진 구절을 정해진 횟수만큼 반복하는 행위를 포함하기 때문에, 묵주는 구절을 반복한 횟수를 세는 데에도 사용된다.
타스비히(Tasbih )로도 알려져 있으며, 일반적으로 미스바하 (묵주알/염주)를 실에 꿰어 만든다. 사용되는 기도 구슬의 갯수는 33개, 99개 또는 100개가 있다. 이는 각각 신의 이름들과 정해진 구절들의 갯수를 나타낸다. 묵주 구슬들은 디크르중에 낭송한 구절 갯수를 따라가는데에 도움을 준다.
미국에서는 무슬림 수감자들이 정신 안정을 위해 묵주를 이용하는 것이 허락된다. 알라민 대 쿠글린 소송에서, 이맘 함자 S.알라민 (속칭 길버트 헨리) 와 로버트 골든은  USC 제 42조항에 따라 뉴욕주 에서 토마스 A. 쿠글린 III 등(교도소장)을 상대로 소송을 제기했다.
원고들은 수감자들이 묵주를 사용하는 이슬람 치료법인 KASM(قاسَمَهُ | qaasama | 선서)을 받을 권리가 헌법 수정조항에 명시되어 있다고 주장했다.
알라민이 개발한 맹세의 묵주는 90년대 약물 의존증과 공존 정신질환에 고통받던 수감자들을 재활하는데에 효과를 보였다.

## 다키르

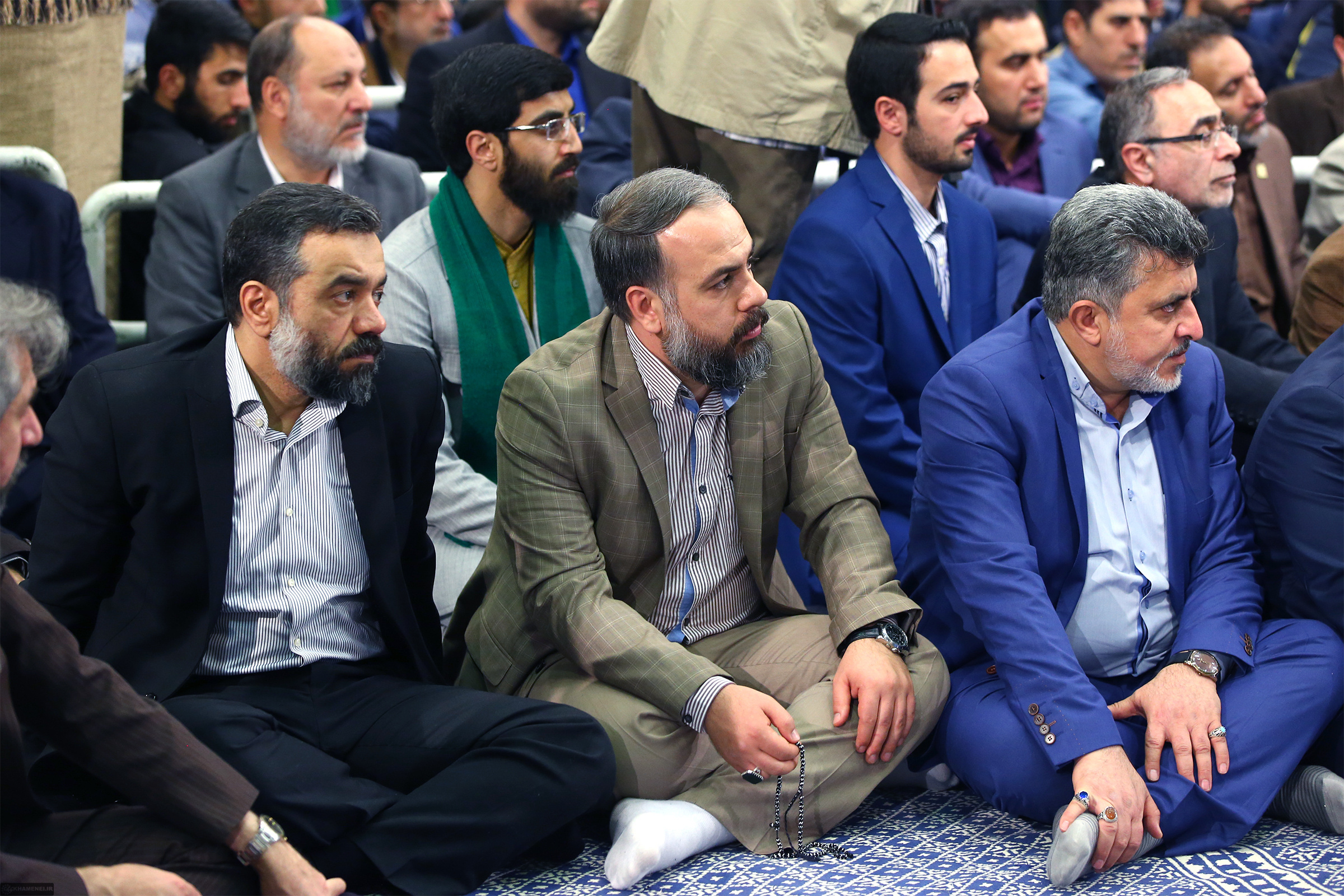
이란의 마다스 (다키르)들의 모임.

"다키르"( ذَاكِر) 또는 "제이커"(문자적으로 "언급하는 자" 무언가를 짧게/일례로 가리키는 발화자) 또는 상기시키는 자 은 사람들에게 알라 (및 그의 디크르)를 기억하도록 상기시키는 마다(maddah)로 간주되며, 그 자신도 디크르의 낭송자가 되어야 한다. 즉, 그는 디크르의 낭송자일 뿐만 아니라, 청중이 디크르(알라와 아흘 알-바이트 )를 떠올리는 행위에 참여하도록 해야한다. 구어적으로 다키르는 "신을 찬양하는 자" 또는 " 카르발라 (및 아흘 알 바이트)의 비극을 낭송하는 전문가"를 의미한다. 경우에 따라 마다(Maddah)/찬사(panegyrist)를 의미할 수도 있다.
"다키르"라는 단어의 어근( ذَاكِر )는 기억하기/찬양하기를 모두 의미하는 "디크르"( ذِكْر)이다. "다키리"( ذَاكِرِيّ )는 다키르에 의해 행해지는 행위, 즉 디크르의 원칙과 양식을 준수하여 디크르(알라, 아흘 알 바이트 등)을 언급하는 것이다.

## 수피 관습
수피즘에서는 주로 두 가지 디크르 방식을 제안한다: 묵음 기도와 소리내어 하는 기도. 묵음 디크르는 한 자리에서 몸을 움직이지 않고 조용히 행하는 디크르로, 수피 신자들에게 가장 좋은 디크르 방식으로 여겨진다. 이런 디크르는 개인이 할 수 있을 때마다 행할 수 있고, 개인적으로 하는 것이니 자랑하듯 하는 것을 방지할 수 있다.
묵음 디크르의 주 지지자 중 하나였던 알딘 나크슈반드 (Baha' al-Dïn Naqshband )는 "신자들이 정신을 집중하고 호흡을 조절함으로써 신체 내부의 여러 부분으로 내부의 힘을 몸의 여러 부위로 흐르도록 했다. 이슬람 신앙 고백 "주님외에 다른 신은 없으며 무함마드는 주님의 사자로다"와 함께 이루어졌다. 신앙 고백 각 단어마다 배꼽이나 흉부 위쪽처럼 대응하는 몸의 부위가 있었고, 단어를 낭송할 때 마다 해당하는 부위에 집중했다.
수피 디크르의 또 다른 형태는 혀와 몸을 사용하여 하는 음성 디크르로, 선 자세에서 박자에 맞춰 몸을 조금씩 움직이며 행한다. 외적으로 보이는 동작이 있지만, 보는 눈을 의식하고 행하는 동작이 아니다.
이 디크르는 혼자서 할 수도 있고 단체로 할 수도 있다. 니크슈반드 디크르와 마찬가지로 입에 담는 신앙 고백이 몸 전체에 흐르도록 하는데에 주안점이 있다. 니크슈반드 디크르에서 단어마다 정한 신체 부위가 있듯이, 음성 디크르에는 쿠브라비의 거장 '알리 하마다니'가 고안한것으로 여겨지는 '네 박자'디크르가 있다.
이맘 잘랄 알-딘 스유티는 수피 디크르의 적절함에 대한 질문에 다음과 같이 답했다.
서서 디크르를 하는 것을 어찌 비판할 수 있겠습니까? 가장 높으신 알라께서도 "선 자리에서, 앉은 자리에서, 옆으로 누운 자리에서 알라를 부르는 자들“을 말하셨고, 아이샤(알라는 그에게 기뻐하시도다)께서도 “예언자(그의 이름에 평화 있으라)께서는 언제 어디서나 알라를 부르셨다." 하셨다. 서있는 중에 춤을 더한다면 이또한 비판할 것이 아니다. 성스러운 환희의 즐거움에서 비롯된 것일지니. 또한 많은 하디스들에는 예언자 무함마드께서 자파 이빈 아비 탈립(예언자 무함마드의 동생)께 "너는 나와 모습 뿐만 아니라 성미도 닮았구나"라고 하자 예언자 앞에서 춤을 추었다는 기록이 있다.

각 교단마다, 혹은 교단의 분파마다 한 개 이상의 고유 단체 디크르 형태가 있다. 낭송, 노래, 음악, 춤, 의상, 향, 무라카바(명상), 황홀경, 승화 수행등 다양한 예배 양식을 보인다. 예배에 사용되는 기도문은 일반적으로 "hizb"( 복수형 "ahzab"), "wird"( 복수형 "awrad") 및 durood가 있다. 인기 있는 기도문의 예로는 달라일 알-카이라트가 있다.
또 다른 유형의 그룹 디크르 의식은 아랍 국가에서 가장 자주 행해지는 양식으로, 하드라 (직역 : 현존)라고 한다. 하드라는 세속적인 아랍 음악을 가져올 수 있으며, 보통 수 시간 동안 지속된다. 마지막으로, 사마(samāʿ) (직역: 청회)는 주로 종교 시와 쿠란 낭송으로 구성된 집단 의례이다.

## 참고문헌

### 인용문
1. ↑  Also spelled thikr, zikr, zekr,[1] and zikar.[2][3]